# エレナ (歌手)
エレナ、あるいはエレーナ・パパリズー（ギリシャ語:Έλενα Παπαρίζου、ラテン文字転写例:Elena Paparizou、1982年1月31日-）はギリシャ・スウェーデンの歌手。ヨーロッパではギリシャ代表として出場したユーロビジョン・ソング・コンテスト2005の優勝者として、そしてその際の発表曲「My Number One」で有名である。

## 来歴

### 幼少時
スウェーデンのボロース市生まれ、イェーテボリ市オールグリューテ区育ち。彼女の父Georgiosはギリシャのボロス、母Efrosiniは同国のカルディツァ出身の移民。兄弟はRitaとDino。幼少の頃から芸術の分野に興味をそそられ、秘めたる才能を発揮しだしていた。学校では勉学のかたわら歌や舞踏、演劇などにも熱中する日々を送っていた。

## アンティーク

### 1999年-2003年
17歳のときにエレーナは幼馴染のニコス・パナジオティディスとデュオグループ・アンチークを立ち上げ、芸能界で活躍する夢を現実のものとした。リリースした最初のシングル「Opa Opa」はゴールドディスクの大ヒットとなった。 ユーロビジョン・ソング・コンテスト2001のギリシャ代表に選出されたアンティークは「(I Would) Die for You」で3位に輝き、ギリシャにとって2004年のサキス・ルーヴァスの「Shake It」と並び、エレーナ自身が2005年ソロで優勝して記録を更新するまでの最高位に輝いた。
ユーロビジョン・ソング・コンテストの健闘以後、アンティークは何枚ものプラチナヒット・アルバムを発表し、ヨーロッパ公演や多くのギリシャ人アーチストとの共演などをこなし、成功を収めたと言える。ただエレーナ自身は、まるで子供の頃に夏休みを過ごしたギリシャの印象からつけたデュオの名称である「アンティーク」と同じが如く、ギリシャの音楽シーンに古めかしさを感じてしまっていると認めてもいた。

## ソロ活動

### 2003年-2004年

#### 『Protereotita』
デュオとしての成功にかかわらず、アンティークは「自然な流れで」という言葉どおり彼らにとって良いタイミングだった2003年に解散。エレーナはソロ活動の口火を切った。ソニー・ミュージックエンタテインメントと契約、2003年12月にはファーストシングル「Anapantites Klisis」（後に英語バージョン「I Don't Want You Here Anymore」として再リリース）を発売した。この曲はギリシャ人歌手兼作曲家のChristos Dantisが彼女のために書いたもので、ギリシャのゴールドディスクを記録する大ヒットとなった。
2003年冬から2004年にかけて、エレーナはStudio Pireos nightclubでギリシャの大物歌手Antonis Remosと並ぶ主演回数をこなし、2004年春には初アルバム『Protereotita』をリリース。ここからシングル・カットされた「Antithesis」「Anamnisis」「Katse Kala」「Stin Kardia Mou Mono Thlips」はことごとくヒットし,アルバムもギリシャでダブルプラチナディスクの大ヒットとなった。2004年冬から2005年にかけては、Fever nightclubのステージにSakis Rouvasに匹敵する出演数を果たした。

### 2005年

#### ユーロビジョン・コンテスト
人気を博し、より多くの時間を過ごすこととなっていたギリシャで、エレーナはふたたびユーロビジョン・ソング・コンテスト2005の出場を打診された。国内最終予選で「My Number One」「Let's Get Wild」「okay」を歌い、テレビ投票の結果「My Number One」で代表に選出された。実はもう一曲「The Light in Our Soul」も披露していたが、予選前にリリースしていたことが規定に引っかかり後に無効となってしまっていた。ウクライナのキエフで開催された本選では、デュオやコーラスなどで過去何度もユーロビジョン・ソング・コンテストに出場した経験を持つキプロス出身の歌手Alexandros Panayiをバックボーカルに従えて出場。「My Number One」で優勝の栄冠を手にした。
エレーナはファーストアルバム『Protereotita』を、ユーロビジョン・ソング・コンテスト選考で歌った曲を含む「I Don't Want You Here Anymore」「Antithesis」「okay」「If You Believe Me」といった過去の曲の英語バージョンや、「Ehis Kero na Mou Feris」「Louloudia」のバラッド調バージョンなどを収録し再リリースした。なお、すでにファーストアルバムを持っているファンのために新作のみを集めた10トラックCDも別売された。また、ユーロビジョン・ソング・コンテスト使用曲とデビューアルバム曲だけを集めた16トラックのアルバムが『My Number One』のタイトルでスカンディナビア・ポーランド・ロシア・スイスおよびトルコで発売された。

#### 高まる人気
このように国際的に人気が高まるエレーナをギリシャ政府は正式な観光大使に任命し、世界中で「My Number One」をBGMに使ったプロモーションビデオが流された。また、スウェーデンでは7月14日に開催された王女の誕生日祝賀コンサートに出演を要請され、曲を披露している。この時、謝礼の意味でエレーナを軽く抱擁したスウェーデン現国王カール16世グスタフの手が、エレーナの腰の社会的に容認される部分よりもちょっと下に触れたんじゃないかというゴシップ騒ぎが起こった。それに対する王室の発表は「手がすべっただけ」とのことだった。
2005年夏から秋には人気歌手Nikos Kourkoulisとのジョイントツアーをオーストラリアと北アメリカで行い、どの会場も超満員で埋め尽くした。同年秋、エレーナは新曲「Mambo!」のレコーディングに取り掛かり、年末にはギリシャ語のセカンドアルバムおよび公式には初となる英語のアルバム制作も開始した。

### 2006年

#### 「Mambo!」
「Mambo!」が最も早く発売されたギリシャではクリスマスを含む10週間チャート入りし最高5位を記録。このヒットを受けて、デビューアルバム『Protereotita』は「Mambo!」のギリシャ語と英語バージョンにさらに新曲を3曲加えて再編集されたユーロ・エディション＋Mambo!バージョンとして再々リリースされた。
2006年4月に発売されたスウェーデンでは『My Number One』からカットされたシングルの後を継ぐヒットとなり、25,000枚以上のゴールド・ディスクを記録した。ヨーロッパ中で「Mambo!」は耳にされ、ビデオはフランスを皮切りに今やポーランドやルーマニアでも見ることができる。この曲はRmFラジオショウで2週間1位にあり、ポーランドのKolorでも複数週の1位を維持した。ベルギーでは最高18位、この他の国でも「Mambo!」は続々と発売される予定だが、現段階では正式なリリース日は発表されていない。ただし、リリースされた国が増えるにつれ、ヨーロッパでのラジオ・チャートはじりじりと上昇している。イギリスでも、9月4日に『ダンスマニア』CDに収録される形でリミックス版が既に発表されている「Mambo!」のオリジナルバージョンと、こちらもプロモーション用カットを先行公開しているビデオが11月13日に当地のレコード会社AATW (All Around The World)から発売される予定である。

#### 世界進出へ
流暢なギリシャ語・スウェーデン語・英語を話し、更にフランス語とスペイン語をそこに加えようと勉強を惜しまないエレーナは、世界中の言語で歌を歌う夢を持っていると語ったことがある。そのエレーナの野望を現実のものとするプロジェクトは着実に進行している。
ギリシャ語でのセカンドアルバム『Yparhi Logos』は2006年4月12日に発売された。このアルバムは2枚組で、1枚は「Mambo!」を含む新曲14曲。2枚目は「マッド・シークレット・コンサート」から録音された、No Doubtの「Don't Speak」、ジョージ・マイケルの「Outside」、シャーデーの「Smooth Operator」、マドンナの「Like a Prayer」のカバーと、アルバム未収録の5曲による計9曲のライブ演奏に加え、セカンドシングルをリミックスしタイトル・トラックとした「Yparhi Logos」で構成されている。このアルバムはキプロスとトルコでもほぼ同時に発売された。
発売の同日、シングル「Yparhi Logos」用のビデオクリップがオンエアーされた。ところが、このビデオではエレーナが曲に合わせて歌う場面がほとんど無かったため、すぐに同曲の英語版がリリースされて同じビデオが使われるのではないかと想像された。この曲は、Arion Music Awardsのプレミアム・ライブで初めて披露された。このアルバムからは後に「Gigolo」が、ギリシャ三枚目のシングルとしてリリースされた。『Yparhi Logos』はギリシャでチャート1位そしてダブルプラチナセールスを記録した。
2006年5月20日、ユーロビジョン・ソング・コンテスト2006のオープニング・ステージでふたたび「My Number One」を披露。さらに、この年の勝者ローディへの表彰式でもプレゼンターとしてステージに登場し「Mambo!」を歌った。この時の記者会見でエレーナは、「Mambo!」や「Gigolo」の英語バージョンを求める声が高いこと、そしてそれが彼女自身の国際志向とも合うために夏までにはそれらを実現するつもりだとの説明をした。エレーナが「Mambo!」発売を計画している国は、オーストリア、スイス、トルコ、およびスペイン。さらに他のレコード会社を通じてフランス、イタリア、オランダ、ベルギー、日本、中国、アメリカ合衆国、カナダ、南アフリカ、およびオーストラリアにのぼる。スカンディナビアではBonnier Musicを通じて発売される。この国際展開にあたり、エレーナは新しいビデオ撮影を敢行した。
アメリカ合衆国では、「My Number One」は8月22日にModa Recordsからリリースされた。そのCDシングルは10曲のリミックスとラジオ・エディット版が同時収録されている。「Mambo!」もやはりリミックスを加え年末には発売される予定である。
アルバム『The Game of Love』（邦題:恋するエレナ）はエレーナの実質的な国際的デビューを飾るものとなる。これは2006年秋（当初の予定では10月25日だった）にヨーロッパ、オーストラリア、日本、カナダでリリースされ、次いでその他世界各国で発売される予定であった。これら計画に上る国数は45にわたる。アルバムは、『Yparhi Logos』から選ばれ英語に吹き替えて収録された曲、新曲、スウェーデンのイェーテボリ市で開催された2006年ヨーロッパ陸上選手権のテーマ・ソングでありスウェーデンチャート1位を記録した「Heroes」を含む。さらにボーナストラックとしてManou Hadzidakiが1962年にフランスでヒットさせたギリシャ語の曲「Ό,τι Αξίζει Είναι Οι Στιγμές」(Oti Axizi Ine I Stigmes)のカバーも収録される。
『The Game of Love』の収録曲は以下の通り。
1. Mambo!
2. Gigolo
3. The Game of love
4. It's Gone Tomorrow (Yparhi Logos)
5. Let me Let go
6. Heart of Mine
7. You Set my Heart on fire
8. Hereos
9. Somebody’s Burning
10. Voulez Vouz?
11. Carpe Diem
12. Seven days
13. Teardrops
14. Oti Axizi Ine I Stigmes (bonus track)

『The Game of Love』はギリシャのポピュラー音楽評論家のベニータ・オングを始めとする多くの評論で高い評価を得ている。「Mambo! 」に続いてシングルカットされた「Gigolo」は、ギリシャにて上映されたプロモーションビデオの英語版がアルバムの国際展開に合わせ発表される予定である。なお、同アルバムからの3枚目のシングル「Teardrops」もギリシャでは発売されている。

#### その他
Star Channelの報道によると、2006年7月29日にヘルシンキで行なったコンサートにおいて、エレーナはローディの「Hard Rock Hallelujah」を歌った。このコンサートの楽屋で内密に会ったローディから年末頃にジョイントコンサート開催の申し入れがあり、彼女はその提案に身震いする程の興奮を憶えたと伝わっている。
Star Channelはまた、エレーナが妊娠そして流産していた噂についても報じたが、本人はそれをきっぱりと否定している。
また最近、ギリシャの映画バービーのサウンドトラック用に「Phos」という曲をレコーディング中でもある。
ギリシャではiPodのコマーシャルに「Mambo!」と「Gigolo」が使われている。

## 表記

### ラテン文字での表記
エレーナのファースト・ネーム表記はしばしば混乱をもたらすことがある。ギリシャ語での彼女の本名はΈλεναであり、これをそのままアルファベット変換するとElenaとなる。これを、ギリシャ語が何世紀も前に使われなくなったspiritus asperと呼ばれるアクセント法を色濃く残す地域の言語で表記しようとすると、polytonic orthography法に則り無発声音のhが冒頭に加わってHelenaとなってしまう。彼女の生誕地であるスウェーデンはまさにそれに当てはまり、当地のメディアが本名を翻訳するときに無造作にHelenaの綴りを適用してしまったことがこの混乱の一因となっている。
ギリシャでは常にElenaと表記されてきた彼女の名前は、スウェーデンそしてユーロビジョン・ソング・コンテスト2005に出場後多くの国でHelenaとされてしまうようになり、あまつさえレコード会社からHelena表記を強制されさえもしたとインタビューで答えている。エレーナのオフィシャル・ウェブ・サイトやギリシャを除く発刊物はHelenaを使っている。

### 日本語での表記
日本でのリリースはエレナ名義であった。また、エレーナ・パパリゾウといった表記も見られる。

## ディスコグラフィ

### アルバム
- 2004年 Protereotita
- 2005年 Protereotita: Euro Edition
- 2005年 My Number One
- 2005年 Protereotita: Euro Edition + Mambo!
- 2006年 Yparhei Logos
- 2006年 The Game of Love（邦題:恋するエレナ）
- 2008年 Vrisko To Logo Na Zo
- 2010年 Giro Apo T' Oneiro

### CDシングル
- 2003年 Anapandites Kliseis
- 2005年 My Number One
- 2005年 The Light in Our Soul
- 2005年 A Brighter Day
- 2006年 Mambo!
- 2006年 Heroes

### シングル
- 2003年 Anapandites Kliseis
- 2004年 Treli Kardia
- 2004年 Antithesis
- 2004年 Katse Kala
- 2004年 Stin Kardia Mou Mono Thlispi
- 2005年 My Number One
- 2005年 Το Fos stin Psyhi
- 2005年 The Light in Our Soul
- 2005年 Mambo! (Greek Version)
- 2006年 Yparxei Logos
- 2006年 Mambo! (English Version)
- 2006年 Gigolo
- 2006年 Teardrops

### B-sides
- 2003年 Brosta ston Kathrefti
- 2005年 I Agapi Sou De Meni Pia Edo

### ビデオクリップ
- 2003年 Anapantites Klisis
- 2004年 Treli Kardia
- 2004年 Antithesis
- 2004年 Katse Kala
- 2004年 Stin Kardia Mou Mono Thlispi
- 2005年 My Number One
- 2005年 To Phos Stin Psihi/The Light in Our Soul
- 2006年 Mambo! (Greeklish) - Filmed for Greece
- 2006年 Mambo! (English) - Filmed for Sweden
- 2006年 Yparhei Logos
- 2006年 Just Walk Away (Live)
- 2006年 Mambo! (International version)
- 2006年 Gigolo
- 2006年 My Number One (Josh Harris Mix)
- 2006年 Phos (DVD bonus for Barbie film)

### DVD
- 2005年 My Number One (Music Videos)
- 2006年 Mad Secret Concerts (Live Concert)